# آمبوهیمانگاکلی
آمبوهیمانگاکلی (به لاتین: Ambohimangakely) یک منطقهٔ مسکونی در ماداگاسکار است که در آنتاناناریوو-آوارادرانو واقع شده‌است. آمبوهیمانگاکلی ۹۱٬۰۵۶ نفر جمعیت دارد و ۱٬۲۵۵ متر بالاتر از سطح دریا واقع شده‌است.